# Новоніжино (аеродром)
Новоніжино (рос. Новонежино) — державний аеродром спільного базування (раніше - військовий аеродром авіації Тихоокеанського флоту) на заході села Новоніжино Приморського краю. ) Основний експлуатант - ДОСААФ Росії. Спільне базування з Міністерством оборони Росії .

## Історія
Перед Другою світовою війною на західній околиці села було збудовано польовий аеродром, на який із Московського військового округу в 1935 році була перекинута 26-та легкобомбардувальна ескадрилья літаків Р-5 у варіанті торпедоносців, яка стала першою мінно-торпедною авіаційною частиною на Далекому Сході. Літаки в розібраному вигляді перевозилися залізницею. Усього в штаті ескадрильї був 31 літак, але з різних причин було зібрано і доведено до льотного стану лише 16 літаків, решта так і лежала в ящиках. У 1936 році ескадрилья увійшла до складу 125-ї морської важкої авіаційної бригади.
5 серпня 1952 року на Новоніжино формується управління 861-ї винищувальної авіаційної дивізії ВПС ТОФ, і перебазується 57-й авіаполк (колишній 17-й ВАП). Полк літав на літаках МіГ-17. 
У 1960 році, в рамках значного скорочення ЗС СРСР, управління 861-ї ВАД і 57-го ВАП були розформовані.
1 травня 1998 року 710-й ОКПЧВП з Новоніжино та 289-й ОПЧАП з Ніколаєвки були злиті в один 289-й ОПЧАП, а авіаційний гарнізон Новоніжино — розформований. У складі змішаного протичовнового полку сформована 2-а гелікоптерна ескадрилья. Дислокація полку – гарнізон Ніколаєвка.
У 21-му столітті аеродром використовується малою авіацією для аматорських польотів та стрибків з парашутом.